# Paul Viardot
Paul Viardot (Vaudoy-en-Brie, 20 luglio 1857 – Algeri, 11 dicembre 1941) è stato un violinista e musicologo francese.

## Biografia
Paul Viardot nacque il 20 luglio 1857 nei pressi di Vaudoy-en-Brie, da Pauline et Louis Viardot. Quando Paul era un bambino, la famiglia si stabilì a Baden-Baden, dove iniziò a studiare il violino, ma, a causa della guerra franco-prussiana, si dovette trasferire prima in Francia e poi in Inghilterra. Dopo la guerra, la famiglia tornò a Parigi. Successivamente Paul studiò composizione con César Franck e Théodore Dubois  e violino con Hubert Léonard. Viardot fece il suo debutto in un concerto diretto da Jules Pasdeloup nel 1875. Lo stesso anno Gabriel Fauré scrisse e dedicò a Viardot la Sonata n. 1 op. 13. Nel corso degli anni Viardot divenne un solista di fama e riscosse successo in Francia e in Inghilterra. Viardot fece un tour in Spagna e Portogallo nel 1880 accompagnato al pianoforte da Camille Saint-Saëns, e poi suonò per qualche tempo a Londra in diverse formazioni cameristiche. Viardot fu attivo anche come direttore e compositore; il suo catalogo comprende brani per violino solo, per violino e pianoforte, per violoncello e pianoforte, per pianoforte solo, nonché diversi contributi in ambito musicologico. Dopo la guerra, per problemi di salute, accettò un invito del Ministero a prestare servizio in Nord Africa. Insegnò musica da camera al Conservatorio di Algeri. Mancò ad Algeri alla fine del 1941.